# Brian Wellman
Brian Wellman (* 8. září 1967) je bývalý bermudský atlet, halový mistr světa v trojskoku z roku 1995.

## Kariéra
Na olympiádě v Barceloně v roce 1992 obsadil v soutěži trojskokanů páté místo. V následující sezóně vybojoval na světovém halovém šampionátu v Torontu mezi trojskokany bronzovou medaili. Nejúspěšnější sezónou se pro něj stal rok 1995. Nejprve se v Barceloně stal halovým mistrem světa v novém osobním rekordu 17,72 m, v létě pak získal na mistrovství světa v Göteborgu stříbrnou medaili. V olympijském klání trojskokanů v Montrealu v roce 1976 skončil šestý.